# Pulsatilla chinensis
Pulsatilla chinensis es una especie fanerógama perteneciente a la familia Ranunculaceae

## Propiedades
Es una de las 50 hierbas fundamentales usadas en la medicina tradicional china. Su nombre en chino es: bái tóu wēng (白头翁).
Tiene propiedades analgésicas, antiinflamatorias, antiespasmódicas, cardiotónicas, hipnóticas y sedantes.

## Taxonomía
La especie fue descrita originalmente como Anemone chinensis por Alexander von Bunge y publicado en Enumeratio Plantarum, quas in China Boreali Collegit 76, en 1833, actualmente es tanto un sinónimo como el basónimo de esta; y ulteriormente sería transferida al género Pulsatilla por Eduard August von Regel en Tentamen florae ussuriensis oder Versuch einer Flora des Ussuri-Gebietes 5–6, en 1861.

#### Etimología
Ver: Pulsatilla
chinensis: epíteto geográfico que alude a su localización en China.